# Thomas Rowlands
Thomas Rowlands (* 3. Juni 1981 in Columbus, Ohio) ist ein US-amerikanischer Ringer. Er war 2008 Panamerikanischer Meister und 2005 Studenten-Weltmeister im freien Stil im Schwer- bzw. Halbschwergewicht.

## Leben
Thomas Rowlands besuchte die Bishop Redy High School in Columbus und fing dort mit dem Ringen an. Er rang dort noch in beiden Stilarten, dem griechisch-römischen und dem freien. Später, als Senior, betätigte er sich aber nur mehr im freien Stil. Nach seiner High-School-Zeit besuchte er die Louisiana State University und wurde dort von Jim Edwards zu einem hervorragenden Freistilringer herangebildet. Nach seinem Wechsel an die Ohio State University wurde dort Russell Hellickson sein Trainer. Nach seinem Studiumsabschluss 2006 wurde er selbst Trainer an der Ohio State University.
Im Jahre 1997 wurde er US-amerikanischer Juniorenmeister in beiden Stilarten im Weltergewicht. Er wurde in diesem Jahr auch bei der Junioren-Weltmeisterschaft (Cadets) in Neu-Delhi eingesetzt und belegte dort im freien Stil im Weltergewicht den 4. Platz. 1999 wurde er erneut US-amerikanischer Juniorenmeister im Freistilringen, allerdings zwei Gewichtsklassen höher, im Halbschwergewicht (bis 97 kg Körpergewicht). Diesen Erfolg wiederholte er im Jahre 2000. Bei der Junioren-Weltmeisterschaft 1999 in Sydney, Australien, verpasste er mit dem 4. Platz erneut knapp eine Medaille, die er aber dann bei der Junioren-Weltmeisterschaft 2000 in Nantes gewann. Er wurde dort hinter Oleg Kallagew aus Russland Vize-Weltmeister.
Im Jahre 2001 belegte Thomas Rowlands bei der US-amerikanischen Studentenmeisterschaft (NCAA-Championships) im Schwergewicht hinter John Lockhart den 2. Platz und kam bei der US-amerikanischen Meisterschaft der Senioren auf den 4. Platz. 2002 wurde er dann erstmals US-amer. Studentenmeister im Schwergewicht vor Steve Mocco u. John Lockhart. In diesem Jahr wäre es ihm dann beinahe gelungen, sich für die Weltmeisterschaft zu qualifizieren. Er verlor bei der US-amerik. WM-Ausscheidung (Trials) erst im Endkampf knapp gegen Kerry McCoy.
Im Jahre 2003 rutschte er bei der US-amerik. Studentenmeisterschaft im Schwergewicht auf den 6. Platz ab, gewann aber 2004 zum zweitenmale diese Meisterschaft vor Pat Cummins. Bei der US-amerik. Meisterschaft der Senioren trainierte er in das Halbschwergewicht ab und belegte hinter Daniel Cormier und Dean Morrison den 3. Platz. In der gleichen Gewichtsklasse startete er dann 2004 auch bei der panamerikanischen Meisterschaft in Guatemala-Stadt, wo er hinter dem routinierten Kubaner Yoel Romero auf den 2. Platz kam.
2005 belegte Thomas Rowlands bei der USA-Meisterschaft im Halbschwergewicht hinter Daniel Cormier den 2. Platz und kam bei den WM-Trials hinter Cormier und Nick Preston auf den 3. Platz. Bei der Universiade 2005 in Izmir, die mit sehr starken Ringern besetzt war, gelang ihm dann ein großer internationaler Erfolg, denn er wurde dort vor Hakan Koc aus der Türkei und Sergei Pernikow aus Belarus Studenten-Weltmeister im Halbschwergewicht.
2006 kam Thomas Rowlands sowohl bei den US-amerik. Meisterschaften als auch bei den WM-Trials im Schwergewicht jeweils hinter Tolly Thompson und Steve Mocco auf den 3. Platz. Er wurde in diesem Jahr bei keinen internationalen Meisterschaften eingesetzt, belegte aber bei dem renommierten "Iwan-Yarigin"-Turnier in Krasnojarsk hinter Weltmeister Kuramagomed Kuramagomedow aus Russland und dessen Landsmann Innokenti Zykow einen hervorragenden 3. Platz.
Im Jahre 2007 wurde Thomas Rowlands dann erstmals US-amerikanischer Meister bei den Senioren vor Cole Konrad u. Steve Mocco. Er siegte dann auch bei den WM-Trials vor Steve Mocco und Pat Cummins, was ihm die Fahrkarte zur Weltmeisterschaft in Baku brachte. In Baku lieferte er sehr gute Kämpfe und verpasste mit einem 5. Platz im Schwergewicht nur knapp eine Medaille. Er besiegte dabei Lawrence Lengowski Mendoza aus Mexiko, verlor gegen Alexis Rodríguez Valera aus Kuba und besiegte Martin Siddique aus Deutschland und Bojadschidar Bojadschiew aus Bulgarien. Im Kampf um die Bronzemedaille verlor er dann gegen Olympiasieger Artur Taymazov aus Usbekistan nach Punkten.
Im Olympiajahr 2008 wurde Thomas Rowlands erneut US-amerikanischer Meister im Schwergewicht vor Steve Mocco u. Pat Cummins. Bei den Olympia-Trials verlor er aber in drei Kämpfen gegen Steve Mocco mit 1:2 Siegen und musste diesem die Fahrkarte nach Peking überlassen. Er startete dann bei den Panamerikanischen Meisterschaften in Colorado Springs und holte sich dort im Schwergewicht den Titel vor Adrian Antoine Jaoude aus Brasilien und Lawrence Lengowski Mendoza.

## Internationale Erfolge
| Jahr | Platz | Wettbewerb                                         | Gewichtsklasse | |
| 1997 | 4.    | Junioren-WM (Cadets) in Neu-Delhi                  | Welter         | hinter Rustam Tschuschwew, Russland, B. Sobhaki, Iran, und Schalwa Charebewa, Georgien |
| 1999 | 4.    | Junioren-WM (Juniors) in Sydney                    | Halbschwer     | hinter Giorgi Gogschelidse, Russland, Mohammad Javad Rasekhi, Iran, und Dawid Otiaschwili, Georgien, vor Wassyl Tesmynezkyj, Ukraine |
| 2000 | 2.    | Junioren-WM in Nantes                              | Halbschwer     | hinter Oleg Kallagew, Russland, vor Dawid Otiaschwili, Hakan Koc, Türkei, und Barys Hrynkewitsch, Belarus |
| 2002 | 4.    | "Oleg-Naniew"-Memorial in Wladikawkas              | Schwer         | hinter Aydın Polatçı, Türkei, Artur Taymazov, Usbekistan, und David Otiaschwili, Georgien |
| 2004 | 1.    | Sunkist-Kids-Open in Tempe (Arizona)               | Halbschwer     | vor David Rechul, und Nick Fekete, beide USA |
| 2004 | 2.    | Panamerikanische Meisterschaft in Guatemala-Stadt  | Halbschwer     | hinter Yoel Romero, Kuba, vor Luis Vivenes, Venezuela, und Renato Cunha, Brasilien |
| 2004 | 1.    | New York AC-Open                                   | Halbschwer     | vor Muhammed Lawal, und Nick Fekete, beide USA |
| 2005 | 2.    | "Iwan-Yarigin"-Memorial in Krasnojarsk             | Halbschwer     | hinter Daniel Cormier, USA, vor Muhammad Hadi Pursigian, Iran, Chetag Gasjumow und Oleg Kallagow, bde. Russland |
| 2005 | 3.    | Cerro-Pelado-Turnier in Sancti Spíritus/Kuba       | Halbschwer     | hinter Chadschimurad Gazalow, Russland, und Alexander Moanteacudo, Kuba, gemeinsam mit Jose Paz, Kuba |
| 2005 | 1.    | Universiade in Izmir                               | Halbschwer     | vor Hakan Koc, Sergei Pernikow, Belarus, und Koo Tae-hyung, Südkorea |
| 2005 | 1.    | New York AC-Open                                   | Schwer         | vor Pat Cummins, USA, und Marat Basijew, Russland |
| 2005 | 1.    | Clansmen-Turnier in Burnaby/Kanada                 | Schwer         | vor Marat Basijew und Jamie Cox, Kanada |
| 2006 | 3.    | "Iwan-Yarigin"-Memorial in Krasnojarsk             | Schwer         | hinter Kuramagomed Kuramagomedow und Innokenti Zykow, vor Alexei Woronin, alle Russland |
| 2006 | 1.    | Sunkist Kids Open in Tempe (Arizona)               | Schwer         | vor Mike Faust, Ken Fluckinger und Michael Irving, alle USA |
| 2007 | 5.    | "Iwan-Yarigin"-Memorial in Krasnojarsk             | Schwer         | hinter Alexei Schemarow, Ali Issajew, Innokenti Zykow und Alexei Woronin, alle Russland |
| 2007 | 4.    | "Dave-Schultz"-Memorial in Colorado Springs        | Schwer         | hinter Daniel Cormier, Steve Mocco, beide USA, und Alexei Woronin |
| 2007 | 2.    | Panamerikanische Meisterschaft in San Salvador     | Schwer         | hinter Alexis Rodríguez Valera, Kuba, vor Jonsy Sanchez, Venezuela, und Yordany Hernandez, Guatemala |
| 2007 | 1.    | Swiss-Grand Prix in Martigny/Schweiz               | Schwer         | vor Maksimilian Witek, Polen, Otto Aubeli, Ungarn, und Celik Fatih, Türkei |
| 2007 | 2.    | Panamerikanische Spiele in Rio de Janeiro          | Schwer         | hinter Alexis Rodríguez Valera, vor Carlos Felix Garcia, Dominikanische Republik, und Jonsy Sanchez |
| 2007 | 5.    | WM in Baku                                         | Schwer         | mit einem Sieg über Lawrence Lengowski Mendoza, Mexiko, einer Niederlage gegen Alexis Rodríguez Valera, Siegen über Martin Siddique, Deutschland, und Bojadchidar Bojadschiew, Bulgarien, und einer Niederlage gegen Artur Taymazov, Usbekistan |
| 2008 | 1.    | Panamerikanische Meisterschaft in Colorado Springs | Schwer         | vor Adrian Antoine Jaoude, Brasilien, Lawrence Lenkowski Mendoza und Alexis Rodríguez Valera |

Anm.: alle Wettbewerbe im freien Stil, WM = Weltmeisterschaft, Weltergewicht, bis 1996 bis 96 kg, danach bis 74 kg Körpergewicht (KG), Halbschwergewicht, bis 1996 bis 90 kg, von 1997 bis 2001 bis 97 kg, seit 2002 bis 96 kg KG, Schwergewicht, bis 1996 bis 100 kg, von 1997 bis 2001 bis 130 kg, seit 2002 bis 120 kg KG, Superschwergewicht, bis 1996 bis 130 kg KG, danach abgeschafft

## Nationale Erfolge
| Jahr | Platz | Wettbewerb              | Stil | Gewichtsklasse |                                                                            |
| 1997 | 1.    | US-amer. Juniorenmeist. | F    | Welter         | vor Travis Pascoe und Brad Christie                                        |
| 1997 | 1.    | US-amer. Juniorenmeist. | GR   | Welter         | vor Adam Herman und Jason Potter                                           |
| 1999 | 1.    | US-amer. Juniorenmeist. | F    | Halbschwer     |                                                                            |
| 2000 | 1.    | US-amer. Juniorenmeist. | F    | Halbschwer     |                                                                            |
| 2001 | 2.    | NCAA-Championships      | F    | Schwer         | hinter John Lockhart, vor Garrett Lowney                                   |
| 2001 | 4.    | USA-Meisterschaft       | F    | Schwer         | hinter Kerry McCoy, Tolly Thompson und Angel Borzio                        |
| 2001 | 4.    | WM-Trials               | F    | Schwer         | hinter Kerry McCoy, Stephen Neal und Tolly Thompson                        |
| 2002 | 1.    | NCAA-Championships      | F    | Schwer         | vor steve Mocco und John Lockhart                                          |
| 2002 | 2.    | WM-Trials               | F    | Schwer         | hinter Kerry McCoy, vor Tolly Thompson und Brian Keck                      |
| 2003 | 6.    | NCAA-Championships      | F    | Schwer         | hinter Steve Mocco, Kevin Hoy, Boe Rushton, Pat Cummins und Ken Fluckinger |
| 2004 | 1.    | NCAA-Championships      | F    | Schwer         | vor Oat Cummins, Leonce Crump und Cole Konrad                              |
| 2004 | 4.    | USA-Meisterschaft       | F    | Halbschwer     | hinter Daniel Cormier, Dean Morrison und Damion Hahn                       |
| 2005 | 2.    | USA-Meisterschaft       | F    | Halbschwer     | hinter Daniel Cormier, vor Nick Preston und Nick Fekete                    |
| 2005 | 3.    | WM-Trials               | F    | Halbschwer     | hinter Daniel Cormier und Nick Preston                                     |
| 2006 | 3.    | USA-Meisterschaft       | F    | Schwer         | hinter Tolly Thompson und Steve Mocco                                      |
| 2006 | 3.    | WM-Trials               | F    | Schwer         | hinter Tolly Thompson und Steve Mocco                                      |
| 2007 | 1.    | USA-Meisterschaft       | F    | Schwer         | vor Cole Konrad, Steve Mocco und Tervel Dlagnev                            |
| 2007 | 1.    | WM-Trials               | F    | Schwer         | vor Steve Mocco und Pat Cummins                                            |
| 2008 | 1.    | USA-Meisterschaft       | F    | Schwer         | vor Steve Mocco, Tervel Dlagnev und Tolly Thompson                         |
| 2008 | 2.    | Olympia-Trials          | F    | Schwer         | hinter Steve Mocco, vor Pat Cummins und Les Sigman                         |

Anm.: GR = griechisch-römischer Stil, F = freier Stil, NCAA = US-amerikanischer Hochschul-Sportverband